# Battaglia di Ayn Jalut
La battaglia di ʿAyn Jālūt (in arabo  عين جالوت‎?, ossia della "Fonte di Golia") fu combattuta dai Mamelucchi egiziani il 3 settembre 1260 contro le forze mongole lasciate in Siria da Hulegu Khan, il quale era tornato in patria per partecipare al kuriltai che avrebbe eletto il nuovo Gran Khan dei Mongoli.

## Svolgimento
Baybars - che si dice fosse un ex-bandito e perciò conosceva bene la zona e le tattiche da applicare su quel terreno - imboscò buona parte della sua cavalleria e condusse il resto delle truppe contro i Mongoli applicando una tattica di stile "tocca e fuggi" in modo da provocare Kitbuga Noyan che, invece di sospettare di un'eventuale trappola, si lanciò all'attacco con tutte le proprie forze. Tuttavia proprio in quel momento Baybars ripiegò sulle colline attirando i Mongoli  nella "trappola" in modo che la cavalleria mamelucca potesse prenderli di sorpresa sul fianco per farne strage.
L'audacia e la strenua resistenza dei Mongoli venne piegata dalle numerose frecce della cavalleria leggera che diedero la vittoria ai Mamelucchi.
Pochi Mongoli riuscirono a salvarsi e lo stesso Kitbuga morì decapitato.
I musulmani, che avevano paventato la catastrofe finale, tirarono un sospiro di sollievo ma anche il mondo cristiano europeo fu assai sollevato perché, a frapporsi fra loro e i Mongoli, erano rimaste appunto le sole forze militari dei Mamelucchi d'Egitto e di Siria.